# Oye-Plage
Oye-Plage település Franciaországban, Pas-de-Calais megyében. Lakosainak száma 5716 fő (2022. január 1.). Oye-Plage Nouvelle-Église, Vieille-Église, Saint-Omer-Capelle, Saint-Folquin, Gravelines, Grand-Fort-Philippe, Marck és Offekerque községekkel határos.

## Népesség
A település népességének változása:
| Lakosok száma | 5374 | 5346 | 5347 | 5373 | 5478 | 5583 | 5630 | 5656 | 5716 |
|               | 2013 | 2015 | 2016 | 2017 | 2018 | 2019 | 2020 | 2021 | 2022 |